# Euclorina
L'euclorina és un mineral de la classe dels sulfats. El seu nom prové del grec εΰχλωρος, "verd pàl·lid", en al·lusió al seu color.

## Característiques
L'euclorina és un sulfat de fórmula química KNaCu₃O(SO₄)₃. Cristal·litza en el sistema monoclínic en forma de cristalls, tabulars en {001}, ambcontorn rectangular, de fins a 2 mm; normalment apareix en forma d'incrustació. Està estructuralment relacionada amb la fedotovita i la puninita.
Segons la classificació de Nickel-Strunz, l'euclorina pertany a «07.BC: sulfats (selenats, etc.), amb anions addicionals, sense H₂O, amb cations de mida mitjana i gran», juntament amb els minerals següents: d'ansita, alunita, amonioalunita, amoniojarosita, argentojarosita, beaverita-(Cu), dorallcharita, huangita, hidroniojarosita, jarosita, natroalunita-2c, natroalunita, natrojarosita, osarizawaïta, plumbojarosita, schlossmacherita, walthierita, beaverita-(Zn), ye'elimita, atlasovita, nabokoïta, clorotionita, fedotovita, kamchatkita, piypita, klyuchevskita, alumoklyuchevskita, caledonita, wherryita, mammothita, linarita, schmiederita, munakataïta, chenita, krivovichevita i anhidrocaïnita.

## Formació i jaciments
L'euclorina apareix en forma de sublimats al voltant de les fumaroles volcàniques. Va ser descoberta al Vesuvi (Província de Nàpols, Campània, Itàlia). També ha estat descrita al volcà Izalco (Departament de Sonsonate, El Salvador) i en múltiples indrets del Tolbàtxik (óblast de Kamtxatka, Rússia).
Sol trobar-se associada a altres minerals com: dolerofanita, eriocalcita, calcocianita, melanotal·lita (Vesuvi, Itàlia); stoiberita, fingerita, ziesita, thenardita, mcbirneyita (volcà Izalco, El Salvador); eriocalcita, melanotal·lita, fedotovita, vergasovaïta, calcocianita, dolerofanita, tenorita, anglesita cúprica i or (volcà Tolbàtxik, Rússia).

## Grup de l'euclorina
Pertany i dona nom al grup de l'euclorina, un grup de minerals al qual també hi pertany una altra espècie: la puninita. En aquest grup el paràmetre de cel·la unitat a és molt sensible a la ràtio Na/K.
| Espècie   | Fórmula       |
| --------- | ------------- |
| Euclorina | KNaCu₃O(SO₄)₃ |
| Puninita  | Na₂Cu₃O(SO₄)₃ |